# EVOKE
「EVOKE」（イヴォーク）は、2015年8月5日にキングレコードから発売されたlynch.のメジャー4枚目のシングル。

## 収録曲
1. EVOKE
2. DOZE
3. GUILTY

## 収録アルバム
- 『D.A.R.K. -In the name of evil-』（#4）